# Kellerdirk Bros
Kellerdirk Bros var betegnelsen for samarbejdet i 1955-1958 og 1962 mellem Kjeld Petersen og Dirch Passer, som Stig Lommer tog initiativ til i ABC-revyen.
De to skuespillere var i forvejen kendte og populære komikere, men som duo nåede deres popularitet toppen. Deres timing og improvisationsevner var uforlignelige, og de fleste af deres numre findes på film og/eller lydoptagelse. Det gælder f.eks. sketchen Skolekammerater fra ABC-revyen 1956, der er medtaget i Kulturkanonen.
På Stig Lommers initiativ blev Kellerdirk Bros genforenet i 1962 og drog på turné med forestillingen "Holder De af Brams, Passer og Petersen?" i provinsen, derefter var det meningen, at de skulle gennemføre 11 forestillinger på ABC Teatret. Kjeld Petersen døde imidlertid efter premieren.
| Kunst og kultur | Spire Denne artikel om scenekunst og teater er en spire som bør udbygges. Du er velkommen til at hjælpe Wikipedia ved at udvide den. |